# برابهو
برابهو هو ممثل هندي، ولد في 31 ديسمبر 1956 بتشيناي في الهند.

## وصلات خارجية
- برابهو على موقع IMDb (الإنجليزية)
- برابهو على موقع قاعدة بيانات الفيلم (الإنجليزية)